# 1301

## Esdeveniments
- Fam a Castella
- Puja al tron Go-Nijō
- David VIII de Geòrgia és deposat pel seu germà
- Els birmans vencen els mongols que intentaven envair-los
- Es publica la butlla Ausculta fili

## Naixements
- Japó: Príncep Morikuni, catorzè shogun
- Otó I d'Habsburg, duc austríac
- Ni Zan, artista xinès[1]

## Necrològiques
- Elisabet de Mallorca i de Foix
- Kaidu Khan